# Słobódka (rejon miadzielski)
Słobódka (biał. Слабодка; ros. Слободка) – wieś na Białorusi, w obwodzie mińskim, w rejonie miadzielskim, w sielsowiecie Słoboda.

## Historia
W czasach zaborów w granicach Imperium Rosyjskiego.
W dwudziestoleciu międzywojennym wieś leżała w Polsce, w województwie wileńskim, w powiecie duniłowickim (od 1926 postawskim), w gminie Miadzioł, a następnie w gminie Żośna.
Według Powszechnego Spisu Ludności z 1921 roku zamieszkiwało tu 139 osób, 19 było wyznania rzymskokatolickiego a 120 prawosławnego. Jednocześnie 3 mieszkańców zadeklarowało polską a 136 białoruską przynależność narodową. Było tu 23 budynków mieszkalnych. W 1931 w 25 domach zamieszkiwało 119 osób.
Wierni należeli do parafii rzymskokatolickiej i prawosławnej w m. Wesołucha. Miejscowość podlegała pod Sąd Grodzki w Miadziole i Okręgowy w Wilnie; właściwy urząd pocztowy mieścił się w Słobodzie Żośniańskiej.
Po agresji ZSRR na Polskę w 1939 roku wieś znalazła się w granicach BSRR. W latach 1941–1944 była pod okupacją niemiecką. Następnie leżała w BSRR. Od 1991 roku w Republice Białorusi.